# Плешково (Гагарінський район)
Плешково (рос. Плешково) — присілок Гагарінського району Смоленської області Росії. Входить до складу Покровського сільського поселення.
Населення — 1 особа. 